# Sarie Marais

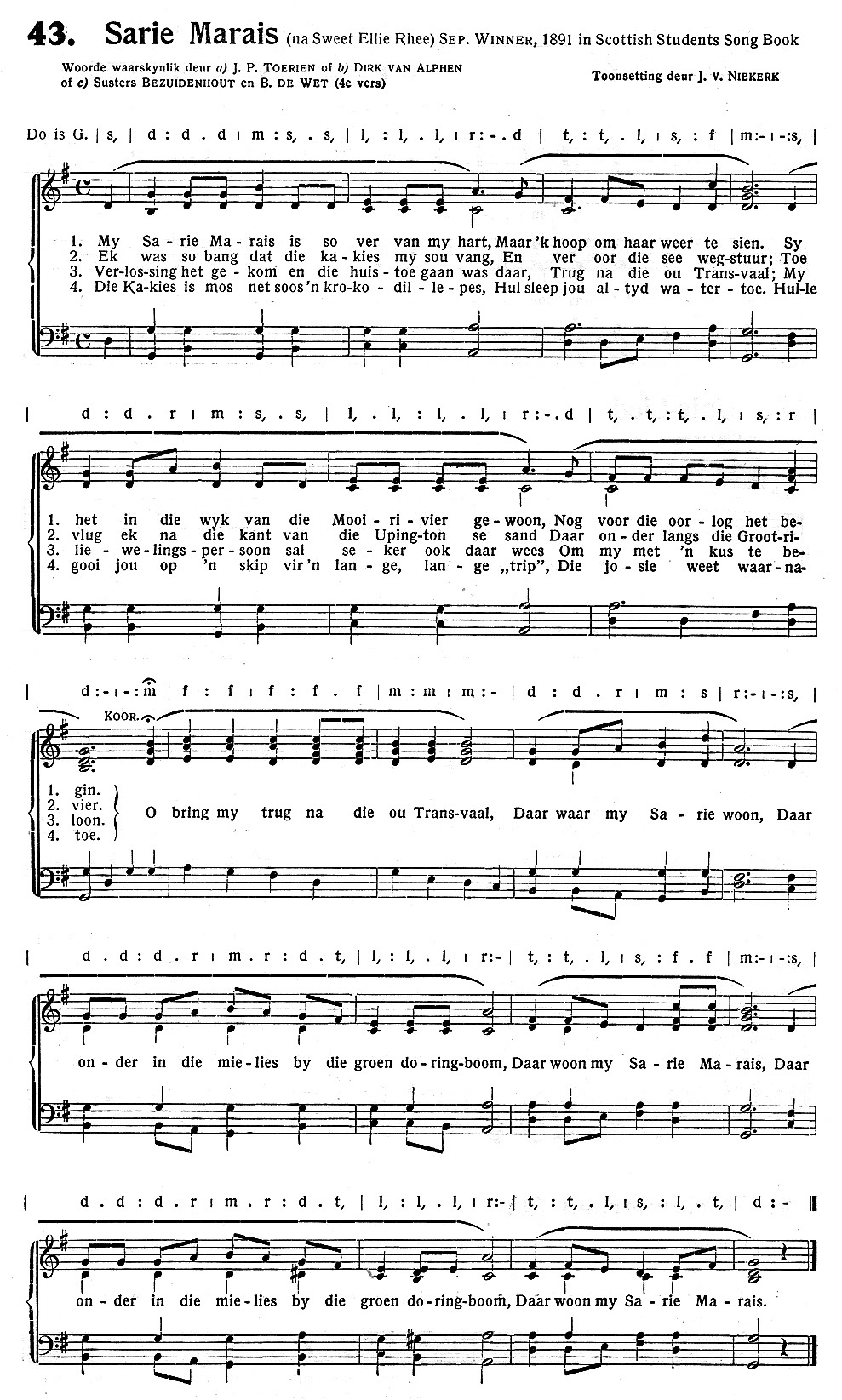
Bladmuziek van 'Sarie Marais', in: F.A.K-Volksangbundel vir Suid-Afrika (1940).

Sarie Marais (in het Nederlands ook wel Sarie Marijs gespeld) is een traditioneel Afrikaans volkslied. De tekst is gebaseerd op het lied Ellie Rhee, dat uit de Amerikaanse Burgeroorlog stamt. De Afrikaanse tekst is een vrije bewerking ervan, maar de melodie is geheel anders. Deze bewerking zou tijdens de Tweede Boerenoorlog gemaakt kunnen zijn, door J.P. Toerien. Ook wordt Ella Scheepers genoemd, de echtgenote van de latere gouverneur-generaal van Zuid-Afrika Nicolaas Jacobus de Wet. Maar het kan ook van vroeger oorsprong zijn, uit de Eerste Boerenoorlog. Een argument daarvoor is dat in het lied uitdrukkelijk sprake is van een terugkeer naar Transvaal, dat toen nog in Boerenhanden was. Dat kan echter ook verwijzen naar het sentiment van 'verloren moederland', waarnaar terugkeer niet meer mogelijk is.
Andere argumenten wijzen erop dat de Tweede Boerenoorlog de meest waarschijnlijke oorsprong is. In de Eerste Boerenoorlog droegen de Engelsen nog geen khaki, dus geen 'kakies'. Deze oorlog werd door de Boeren gewonnen, waardoor er nauwelijks Boeren krijgsgevangenen waren, en pas in de Tweede Boerenoorlog werden gevangenen Boeren naar afgelegen koloniën afgevoerd, zoals naar Sint-Helena en Ceylon.
Het lied verwijst mogelijk naar Sarie Maré, een vrouw die echt geleefd heeft, maar van wie de naam door een drukfout, het vervallen van de spatie tussen "Maré" en "is', veranderd werd. De wijziging in "Marais" is dan van latere datum.

## Tekst
My Sarie Marais is so ver van my hart,

Maar'k hoop om haar weer te sien.

Sy het in die wyk van die Mooirivier gewoon,

Nog voor die oorlog het begin.

O bring my t'rug na die ou Transvaal,
Daar waar my Sarie woon.
Daar onder in die mielies
By die groen doringboom,
Daar woon my Sarie Marais.
Ek was so bang dat die Kakies my sou vang

En ver oor die see wegstuur;

Toe vlug ek na die kant van die Upington se sand

Daar onder langs die Grootrivier.

O bring my trug na die ou Transvaal,
Daar waar my Sarie woon.
Daar onder in die mielies
By die groen doringboom,
Daar woon my Sarie Marais.
Die Kakies 's mos net soos 'n krokodillepes,

Hulle sleep jou altyd water toe;

Hul gooi jou op n skip vir 'n lange, lange trip,

Die josie weet waarnatoe.

O bring my t'rug na die ou Transvaal,
Daar waar my Sarie woon.
Daar onder in die mielies
By die groen doringboom,
Daar woon my Sarie Marais.
Verlossing het bekom en die huistoe gaan was daar,

T'rug na die ou Transvaal;

My liewelingspersoon sal seker daar ook wees

Om my met 'n kus te beloon.

O bring my t'rug na die ou Transvaal,
Daar waar my Sarie woon.
Daar onder in die mielies
By die groen doringboom,
Daar woon my Sarie Marais.

## De echte Sarie Marais

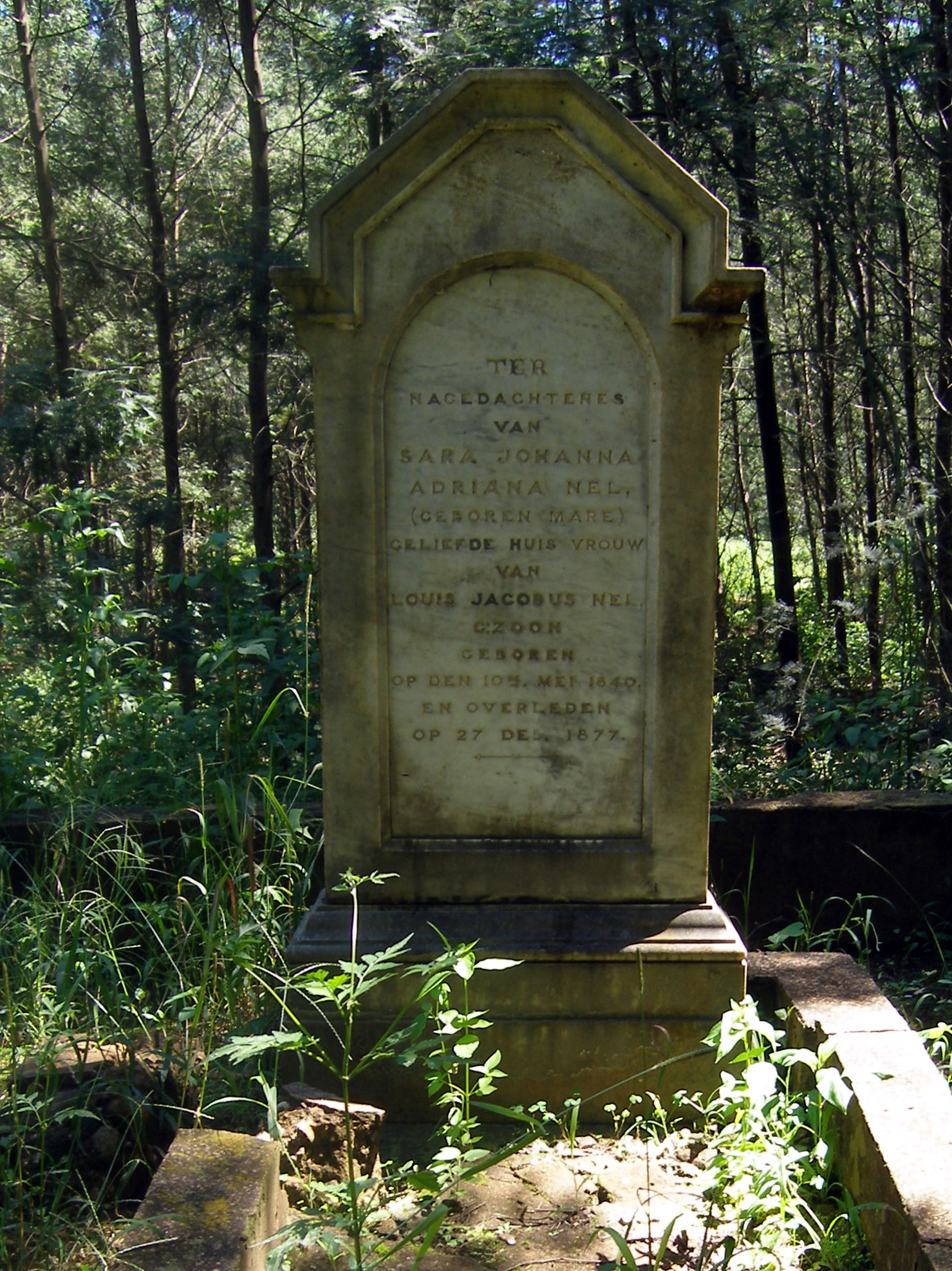
Graf van Sara Johanna Adriana Maré.

Het is niet duidelijk of Sarie Marais heeft bestaan. Twee personen worden genoemd als de echte Sarie Marais: Sarie Maré (1840-1877) en Sarie Maré (1869-1939).
Sara Johanna Adriana Maré werd geboren in Uitenhage, Kaapprovincie op 10 mei 1840. Ze trouwde met Louis Jacobus Nel in 1857 in Pietermaritzburg. Maré was 37 toen ze in 1877 stierf in het kraambed van haar elfde kind. Ze werd begraven bij hun boerderij Welgegund, bij Greytown, KwaZoeloe-Natal. Zij stierf dus vóór de Eerste Boerenoorlog.
Susara Margaretha Maré werd geboren in Suikerbosrand, Transvaal op 15 april 1869. Ze trouwde met de journalist (en de later bekende dichter) J.P. Toerien. Ze stierf op 22 december 1939 in Bloemfontein. Zij was pas 12 jaar tijdens de Eerste Boerenoorlog, in de Tweede was ze 31 jaar. Toerien was wellicht de tekstdichter van de Afrikaanse versie van het lied, dat in dat geval de Tweede Boerenoorlog als thema had.

## Parodieën
Toon Hermans zong een parodie op het lied in zijn conference "Dollen met volksliedjes" (1980).
De Strangers parodieerden het nummer op hun plaat "Trekkersliekes" als "Sarie Marais pakt de pil".

## Trivia
- Het lied wordt gezongen door studenten in Vlaanderen en is opgenomen in de Gentse Studentencodex.[2]
- De Royal Marines van het Verenigd Koninkrijk hebben de melodie van Sarie Marais in 1953 aangenomen als officiële mars. Het wordt gespeeld na de regimentsmars op ceremoniële gelegenheden.
- Op de Franse École militaire interarmes wordt het lied in een Franse vertaling gezongen.